# Myrciaria floribunda
Myrciaria floribunda là một loài thực vật có hoa trong Họ Đào kim nương. Loài này được (H.West ex Willd.) O.Berg mô tả khoa học đầu tiên năm 1856.

## Hình ảnh

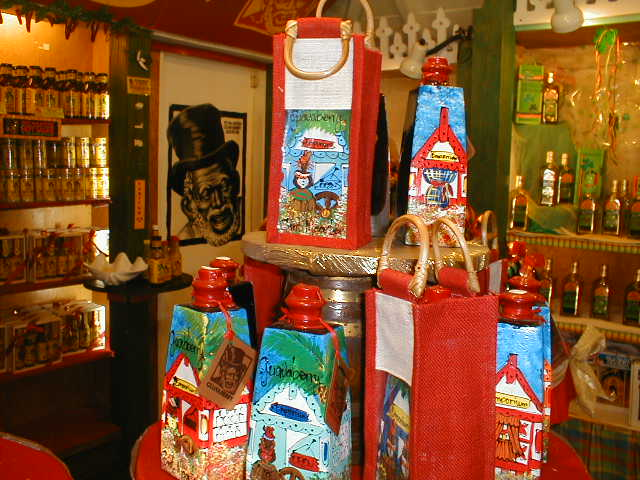